# يورغن رافن
يورغن رافن (بالدنماركية: Jørgen Ravn)‏ هو لاعب كرة قدم دنماركي في مركز الهجوم، ولد في 3 يونيو 1940 في Valby ‏ في الدنمارك، وتوفي في 4 يونيو 2015 في الدنمارك في مملكة الدنمارك. شارك مع منتخب الدنمارك تحت 21 سنة لكرة القدم. أما مع النوادي، فقد لعب مع كوبنهاغن بولدكلوب ونادي أبردين.